# الإلحاد: القضية ضد الله
الإلحاد: القضية ضد الله هو كتاب صدر عام 1974 من تأليف جورج إتش سميث، حيث يجادل المؤلف ضد الالإيمان بالله والإلحاد.